# デイヴィッド・ピンスキ
デイヴィッド・ピンスキ（David Pinski, 本名 David Ľvovič Pinsker, 1872年4月5日　モヒリョウ Mogilev - 1959年8月11日　ハイファ）はベラルーシ（ポーランド）出身のイディッシュ語作家。
ロシア時代は社会主義運動を推進した。1899年に渡米するが、その後も進歩的な雑誌の編集を担当した。
劇の上演は欧米で成功を収めた。

## 主な作品

### 劇作品
- 『財宝』（1906年、ワルシャワで初演） - 空想豊かで貧乏な娘が、村人を欺き、優雅な結婚生活を夢みる話
- 『ダビデと妻たち』（1919年、英語版で初演） - 王の愛欲生活を年齢に沿って描いたもの

### 長編小説
- 『ノア・イーデン』（1913） - ユダヤ教伝統とアメリカ化をめぐる、世代間の相克を主題にしたもの。
- 『分裂の人』（1920） - 上に同じ